# Kazimierz Kopyra
Kazimierz Mieczysław Kopyra (ur. 9 września 1942 w Załszynie, zm. 12 lutego 2014 w Warszawie) – polski urzędnik państwowy, dyplomata, ambasador RP w Chorwacji (2003–2007).

## Życiorys
Ukończył w 1968 filologię serbsko-chorwacką na Uniwersytecie Warszawskim. Pracował w Biurze Współpracy Naukowej z Zagranicą Polskiej Akademii Nauk. W latach 1970–1974 pracował w Departamencie Współpracy z Zagranicą Ministerstwa Zdrowia i Opieki Społecznej. W latach 1974–1983 pracował w Ministerstwie Przemysłu, gdzie pełnił funkcję koordynatora zespołu współpracy z krajami socjalistycznymi. W latach 1983–1991 był doradcą wiceprezesa Rady Ministrów. W tym czasie pełnił m.in. funkcję koordynatora krajowego polskiej części międzyrządowej komisji do spraw współpracy gospodarczej i naukowo-technicznej Polska-Jugosławia oraz podobnych komisji Polska-Węgry, Polska-Bułgaria i Polska-NRD. W latach 1991–1996 pracował w Biurze Radcy Handlowego przy ambasadzie RP w Belgradzie, początkowo jako attaché handlowy, a kończąc jako radca handlowy. W 1996 powrócił do pracy w ówczesnym Urzędzie Rady Ministrów, początkowo jako doradca Prezesa Rady Ministrów, później wicedyrektor Departamentu Spraw Zagranicznych w Kancelarii Prezesa Rady Ministrów, zajmował się m.in. problematyką akcesji Polski do Unii Europejskiej, współpracą w ramach Inicjatywy Środkowoeuropejskiej, CEFTA, Grupy Wyszehradzkiej oraz bilateralnych stosunków Polski z państwami Europy Środkowej i Południowej. Od 2003 do 2007 był ambasadorem RP w Chorwacji. Na koniec kadencji wyróżniony Orderem Księcia Branimira za „szczególny wkład w rozwijanie przyjaznych stosunków polsko-chorwackich”.
Władał językami: niemieckim, chorwackim, macedońskim. Z żoną miał syna. Syn Bronisława i Stefani. Pochowany na cmentarzu Wawrzyszewskim w Warszawie.